# Trygve Lie
Trygve Halvdan Lie (Oslo, 16 juli 1896 - Geilo, 30 december 1968) was een Noors politicus en diplomaat. Van 1946 tot 1952 was hij de eerste secretaris-generaal van de Verenigde Naties.
Lie werd geboren in Oslo, destijds Kristiania geheten. In 1911 werd hij lid van de Noorse Arbeiderspartij (Det norske Arbeiderparti) en kort na zijn kandidaatsexamen rechten aan de Universiteit van Oslo in 1919 werd hij benoemd tot nationaal secretaris van de partij. Tussen 1926 en 1946 had hij zetel in het landelijk bestuur hiervan. Hij huwde Hjørdis Jørgensen in 1921 en met haar kreeg hij drie dochters: Sissel, Guri en Mette.
Hij werkte vanaf 1922 als juridisch adviseur binnen de Noorse vakbond en werd vervolgens verkozen tot lid van het Storting (1937-1949), het Noorse parlement). Toen in 1935 door Johan Nygaardsvold een regering werd gevormd door de Arbeiderspartij, werd hij benoemd tot minister van Justitie. Een positie die hij tot 1939 behield en hij werd vervolgens in 1939 tot minister van Handel en Industrie benoemd, een positie die van naam veranderde ten gevolge van de Duitse invasie van Noorwegen. Tot 21 februari 1941 was hij de minister van Bevoorrading en vervolgens tot 1946 van Buitenlandse Zaken.
Als bewonderaar van de Oktoberrevolutie in Rusland, ontmoette Lie ooit Lenin en gaf hij Leon Trotski toestemming om zich in Noorwegen te vestigen na zijn verbanning door de Sovjet-Unie. Er zijn geruchten dat Lie toegaf aan de wensen van Stalin om Trotski onder huisarrest te plaatsen, maar historici kunnen dit volledig bevestigen, noch ontkennen. Later beval Lie Trotski om Noorwegen te verlaten, toen Trotski zijn belofte brak om zich afzijdig van politiek te houden.
Toen in 1940 Noorwegen werd bezet door nazi-Duitsland, beval Lie alle Noorse schepen om naar geallieerde havens te varen. Lie werd benoemd tot minister van Buitenlandse Zaken van de Noorse regering in ballingschap.
Lie leidde in 1946 de Noorse delegatie naar de conferentie van de Verenigde Naties in San Francisco en nam het voortouw bij het opstellen van de regel van de Veiligheidsraad. Hij was de aanvoerder van de Noorse delegatie bij de Algemene Vergadering van de Verenigde Naties van 1946. Op 1 februari 1946 werd hij verkozen tot eerste secretaris-generaal van de Verenigde Naties, als gevolg van een compromis tussen de grootmachten, nadat hij maar ternauwernood de verkiezing tot voorzitter van de eerste Algemene Vergadering had verloren. Lie heeft een belangrijke rol gespeeld bij de vestiging van de VN op de huidige locatie in Manhattan.
Als secretaris-generaal ondersteunde Lie de stichting van Israël en Indonesië. Hij zette zich in voor de terugtrekking van Sovjettroepen uit Iran en een wapenstilstand in Kasjmir. Hij haalde zich de woede van de Sovjet-Unie op zijn hals toen hij steun verwierf voor de verdediging van Zuid-Korea, na de invasie in 1950, en later spande hij zich in om de Sovjet-Unie, die de VN-vergaderingen boycotte, weer aan tafel te krijgen. Hij was tegenstander van de toetreding van Spanje tot de VN vanwege zijn bezwaren tegen de regering Franco. Hij pleitte ook voor erkenning door de VN van de Volksrepubliek China, toen de regering van de Republiek China in ballingschap in Taiwan was gegaan. Lie beargumenteerde dat de Volksrepubliek de enige regering had die volledig aan de verplichtingen van het VN-lidmaatschap kon voldoen.
De Algemene Vergadering verlengde Lie's termijn in 1950, nadat de Veiligheidsraad in een impasse hierover was komen te verkeren, toen de Verenigde Staten elke andere kandidaat dan Lie weigerden, en de Sovjet-Unie hem niet wilde herbenoemen vanwege Lie's inmenging in de Koreaanse Oorlog. De Sovjet-Unie weigerde hem in zijn tweede termijn als secretaris-generaal te erkennen en nadat Lie door Joseph McCarthy ervan was beschuldigd dat hij "niet-loyale" Amerikanen had aangenomen, wat volgens Lie nodig was omdat de VN snel ambtenaren nodig hadden na hun oprichting, nam Lie ontslag op 10 november 1952.

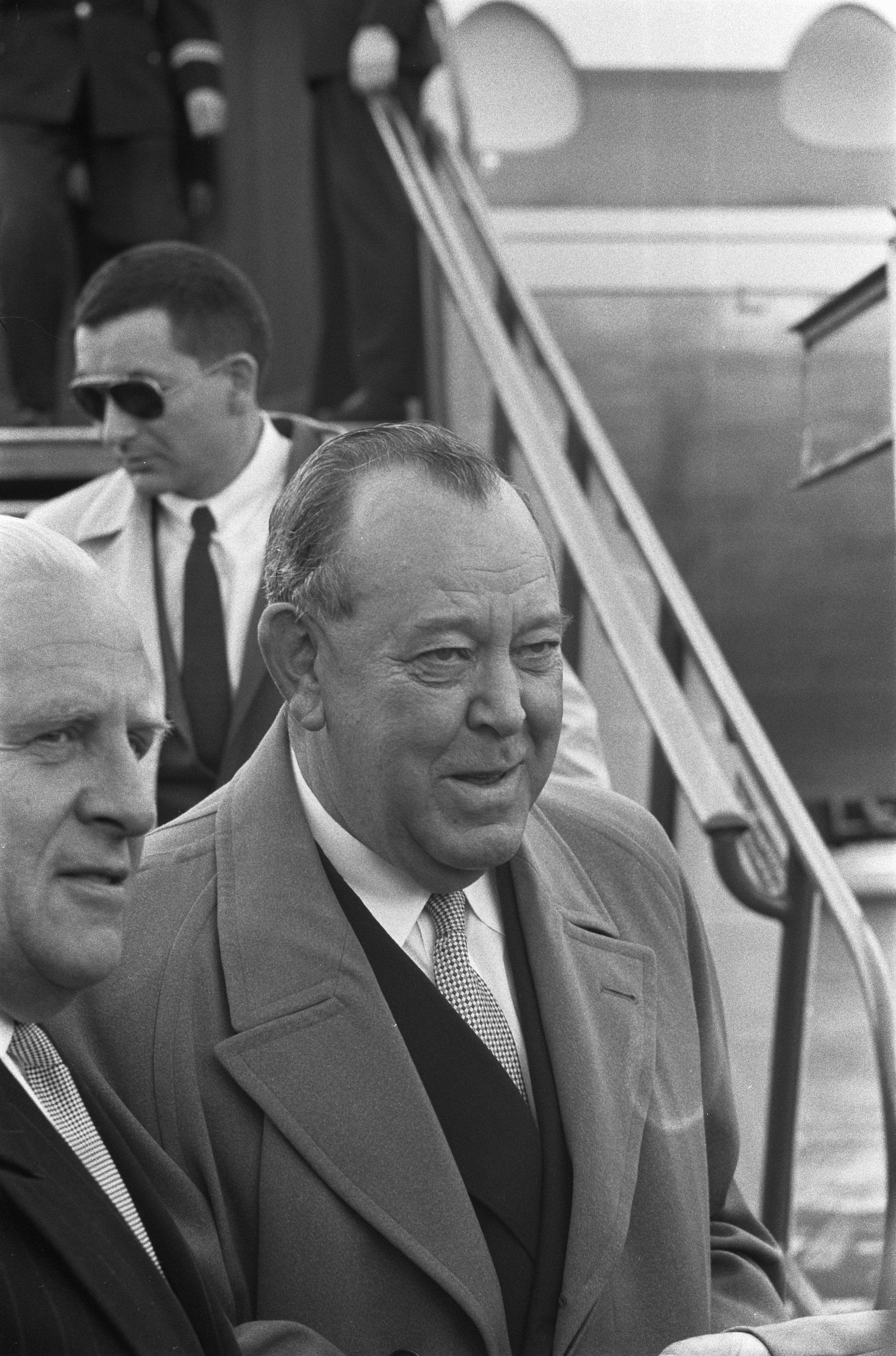
Trygve Lie op Schiphol bij aankomst voor vijfdaagse besprekingen
(1960)

Lie bleef actief in de Noorse politiek na zijn ontslag bij de VN. Hij was onder meer van 1955 tot 1963 gouverneur (Fylkesmann) van Oslo en Akershus, Voorzitter van de Energieraad, Minister van Binnenlandse Zaken en Minister van Handel. Hoewel hij nooit brede populariteit verwierf, kreeg hij de reputatie van een pragmatisch, vasthoudend politicus.
Trygve Lie stierf op 72-jarige leeftijd aan een hartaanval.